# Перевозская паланка

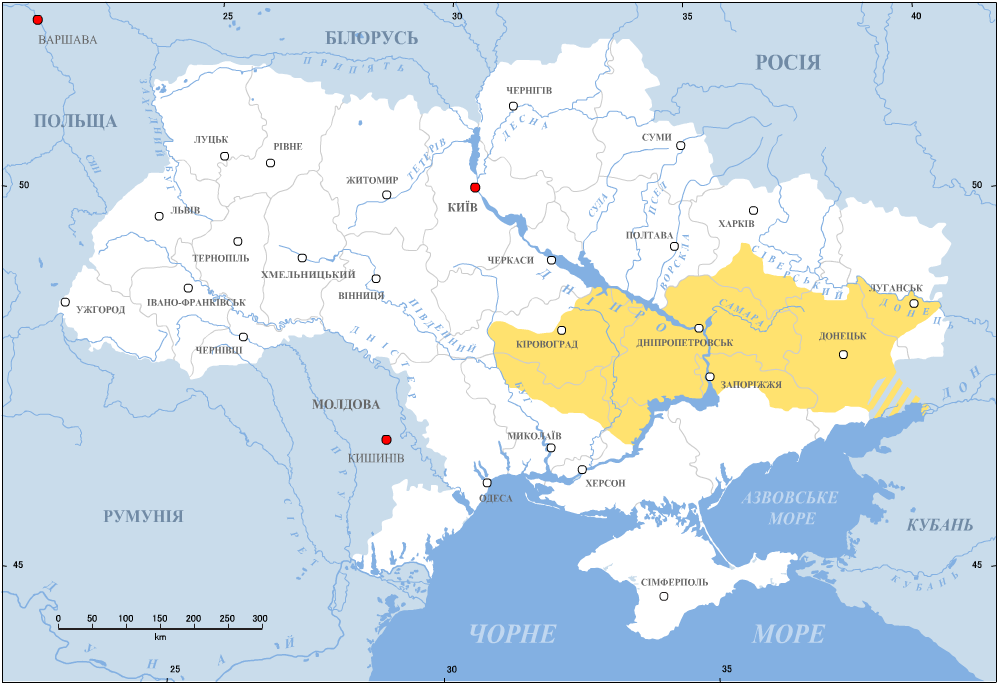
Территория, контролируемая Войском Запорожским Низовым во второй половине XVI века, современный план.

Перевозская паланка — административно-территориальная единица (округ) в Запорожской Сечи.
Другое название — Ингульская паланка.

## История
В своей фундаментальной работе про запорожцев исследователь и историк запорожского казачества Дмитрий Иванович Яворницкий пишет про Ингульскую (Перевозскую) паланку: 

«Расположена была вдоль левого берега реки Ингулец, в северной части Херсонского уезда. Центром её была Перевизка у правого берега Днепра, на две версты ниже устья Ингульца и на 2 версты ниже имения владельца села Фалеевка (Садовое) Н. Н. Комстадиуса, и селение Каменка, при впадении речки Каменки в Днепр, где была расположена Каменская Сечь».
В Перевизке как и в Каменке было по одной церкви и располагались несколько селений и зимовников (хуторов) — Антоновка, Белозёрка, Белые Криницы, Блакитная, Бобровый Кут, Британы, Верблюжка, Городище, Давыдов-Брод, Зелена, Золотая-Балка, Каменка (Каменный Базар), Кваково, Кебиха, Кисляковцы, Кривой Рог, Крынки, Меловое (Омеловое), Осокоровка, Перевизка, Петровка, Пришиб, Пономарёво, Раково, Саксагань, Станислав, Сусенки, Терноват, Тамары, Терновка, Шестерня и более малые поселения. Также особое место занимали Александр-Шанец и Станислав.
Площадь Ингульской паланки составляла около 9 781 км². На Генеральной ландкарте, которая была подготовленна после 1741 года и до 1770 года, на самой границе, при впадении речки Меловой в Днепр по её левому берегу были расположены три зимовника на расстоянии 1,2 — 2 км один от другого, и с противоположного берега — один зимовник. В целом на территории этой паланки было достаточное количество зимовников и поселений, что по сути доказывает хорошо развитую систему эконномических и хозяйственных особенностей этой земли, до Потёмкинских преобразований.
Административные центры Перевизской (Ингульской) паланки: Каменка (Каменный Базар) в 1734—1737 годов, Александр-Шанец в 1737—1739 годов, Перевизка (она-же Ингулия на территории будущих сёл Никольское и Фалеевка (Садовое) в 1740—1775 годов. К сожалению неизвестен более ранний период, скорее всего что паланка, существовала ранее 1734 года, свидетельствует лист запорожцев 1688 года в гетманскую администрацию.
Паланкой руководила полковая старшина: полковник, есаул, писарь, подъесаул, подписарь и хорунжий.
Из распоряжений выданных Кошем местной администрации на управление паланкой видно, что паланковую администрацию выбирал казачий сход, а Кош лишь утверждал уже выбранных. Паланковой администрацией были подчиненны лишь хутора посполитых и женатых казаков. Зимовники сечевиков номинально подчинялись Сечевой администрации, а по сути они были под главенством своего главы хозяйства, и под управлением куренного атамана до которого был приписан тот или иной зимовник.
Паланки, делились на атаманства при которых было несколько поселений. Атаманствами руководила избранная местными казаками старшина, которая отвечала за порядок и собирала налоги, заготавливала провиант и фураж, обеспечивала почтовые станции и другое. Атаманская старшина починялась не только Паланковой старшине но и Кошевой. Атаманства делились на десятковые хаты, причём на отдельные посполитые и войсковые (казачие). До этих десятков записывались все подданные Вольностей Запоржских которые проживали за пределами Сечи.

## Полковники
Полковники Ингульской (Перевизской) паланки (неполный список):
- 1746-ноябрь 1747гг. Опанас Недоід (Недойид, Недойда, Недонко, Неденко)-i в документе написано с двумя точками (ї) и читается как йи.
- 1750 — 1751 гг. Марко Великий
- 1752 г. Яков Дмитриев, Леонтий Таран
- 1753 г. Василь Топчий, Яким Игнатович (Малый)
- 1754 г. Дмитро Стягайло
- 1755 г. Лаврин Томара
- 1756 г. Яким Лелека
- 1757 г. Павло Кирилов (Кирилович)
- 1758 г. Василь Фёдоров
- 1759 — 1760 гг. Прокоп Лебединець(Лебединця)
- 1760 г. Демьян Могила
- 1761 — 1762 гг. Карпо Кучер
- 1763 г. Прокоп Прангул, Степан Блакитный
- 1764 г. Степан Блакитный, Семён Гаплик (Гапликов)
- 1765 — 1766 гг. Тарас Касьянов
- 1766 г. Тарас Кравець, Андрий Лях
- 1767 г. Тарас Касьянов
- 1768 г. Тарас Чорный
- 1769 г. Фёдор Великий
- 1770 г. Боцкий (Боцко) N.
- 1771 г. Сафрон Чорный
- 1772 г. Иван Кулик
- 1773 г. Корней Бородавка, Герасим Малый
- 1774 г. Степан Гелех, Корней Бородавка
- 1775 г. Корней Бородавка, Григорий Попович

### Украинский язык
- Архів Коша Нової Запорожської Січі. Корпус документів 1734-1775рр. Упорядники Л. З.Гісцова, Д. Л. Автономов та інш., Гол.ред. П. С. Сохань, том 1-й стор.655-656.
- Історія Запорозьких Козаків Д.І Яворницький том 1-й Київ «Наукова Думка» 1990 (переиздание 1892 года) стор.160.
- Запорозький Зимівник Часів Нової Січі(1734—1775) Олександр Олійник «Дике Поле» Запоріжжя 2005 стор.114-115.
- Альманах Таврійський Степ(Мій Край) Випуск 4 Каховка-Херсон-Київ-2002 статті Зубкова А. В. стор.43-67